# 9987 Peano

9987 Peano

9987 Peano eller 1997 OO1 är en asteroid i huvudbältet som upptäcktes den 29 juli 1997 av den italiensk-amerikanske astronomen Paul G. Comba vid Prescott-observatoriet. Den är uppkallad efter den italienska matematikern Giuseppe Peano.